# مقاطعة لوندز (ألاباما)
مقاطعة لوندز (بالإنجليزية: Lowndes County, Alabama)‏ هي إحدى مقاطعات ولاية ألاباما في الولايات المتحدة. تأسست سنة 1830، بلغ عدد سكانها 11299 نسمة في عام 2010 حسب إحصاء مكتب تعداد الولايات المتحدة وتصل الكثافة السكانية فيها 6 نسمة/كم2.

## أعلام
- جون ر. تيسون
- سوزانا موشات جونز